# Arjona (kommunhuvudort)
Arjona är en kommunhuvudort i Spanien.   Den ligger i provinsen Provincia de Jaén och regionen Andalusien, i den centrala delen av landet, 280 km söder om huvudstaden Madrid. Arjona ligger 452 meter över havet och antalet invånare är 5 645.
Terrängen runt Arjona är huvudsakligen platt, men åt nordväst är den kuperad. Arjona ligger uppe på en höjd. Runt Arjona är det ganska tätbefolkat, med 67 invånare per kvadratkilometer. Närmaste större samhälle är Andújar, 11,6 km norr om Arjona. Trakten runt Arjona består till största delen av jordbruksmark.